# Atarba berthae
Atarba berthae är en tvåvingeart som beskrevs av Alexander 1948. Atarba berthae ingår i släktet Atarba och familjen småharkrankar. Inga underarter finns listade i Catalogue of Life.